# Диметилцинк
Диметилци́нк — металлоорганическое соединение цинка с формулой {\displaystyle {\ce {Zn(CH3)2}}}, бесцветная жидкость с неприятным запахом, реагирует с водой, самовоспламеняется на воздухе.

## Получение
Обработкой металлического цинка иодистым метилом:
{\displaystyle {\ce {2 Zn + 2 CH3I -> Zn(CH3)2 + ZnI2}}}.

## Физические свойства
Диметилцинк — бесцветная жидкость с неприятным запахом, самопроизвольно воспламеняющаяся на воздухе.

## Химические свойства
Реагирует с водой:
{\displaystyle {\ce {Zn(CH3)2 + 2 H2O -> Zn(OH)2 + 2 CH4}}}.